# Moneta conifera
Moneta conifera is een spinnensoort in de taxonomische indeling van de kogelspinnen (Theridiidae).
Het dier behoort tot het geslacht Moneta. De wetenschappelijke naam van de soort werd voor het eerst geldig gepubliceerd in 1887 door Arthur T. Urquhart..